# Reggae Gold 1997
Reggae Gold 1997 – piąty album z serii składanek Reggae Gold, wydawanej przez nowojorską wytwórnię VP Records.
Płyta ukazała się 27 maja 1997 roku. Produkcją całości zajęli się Chris Chin oraz David „Dave Love” Sanguinetti.
14 czerwca 1997 roku album osiągnął 1. miejsce w cotygodniowym zestawieniu najlepszych albumów reggae magazynu Billboard i utrzymywał się na szczycie jeszcze przez 5 kolejnych tygodni (ogółem był notowany na liście przez 79 tygodni).

## Lista utworów
1. Tony Rebel – „If Jah”
2. Lady Saw & Beenie Man – „Healing”
3. Capleton & Yami Bolo – „Put Down The Weapon”
4. Tanya Stephens – „Yuh Nuh Ready Fi Dis Yet”
5. Bounty Killer – „Worthless Bwoy”
6. Scare Dem Crew – „Pure Gal”
7. Benjy Myaz – „Don’t Ask My Neighbor”
8. Frisco Kid – „Rubbers”
9. Beenie Man – „Romie”
10. Buju Banton – „Love Sponge”
11. Everton Blender – „Ghetto People Song”
12. Beres Hammond – „Call On The Father”
13. Goofy – „Fudgie”
14. The Taxi Gang – „Mission Impossible
15. Beenie Man – „Girls Dem Sugar” (remix)